# Сан-Франческо (Сарзана)
Сан-Франческо — римо-католицька церква і монастир, розташований у Сарцані, регіон Лігурія, Італія.

## Історія
За переказами, цю церкву заснував сам святий Франциск у діброві за межами середньовічних міських мурів. Церква розташована неподалік від місця, де святий Франциск Ассізький зустрівся зі святим Домініком. Колись це місце називали Німецьким цвинтарем (італ. Cimiterio Germanico), оскільки там були поховані солдати-найманці. Документи свідчать про заснування монастиря у 1238 році. Будівництво монастиря розпочалося у XIII столітті.
Фасад був завершений лише частково, і лише перший поверх був облицьований мармуром. Портал має люнет з фрескою XVII століття із зображенням Богородиці з Немовлям та святими Франциском і Людовиком Тулузьким. Фасад має рельєф з христограмою Святого Бернардіно Сієнського: сонце і літери IHS, тут обрамлені мотузкою. Це нагадує про приєднання місцевих ченців до Братів Менших Осервантів у 1462 році. Інтер'єри були відреставровані у XVII столітті. Серед вівтарних творів у церкві — «Поклоніння пастухів» (перший вівтар праворуч) роботи Доменіко Фіаселли.
У правому трансепті є надгробний пам'ятник кардиналу Бернабо Маласпіні (помер у 1338 році). У каплиці ліворуч від пресвітерії розміщене «Успіння Богородиці» (XVII ст.), авторство якого приписують Джуліо Бруно. На стіні трансепта також є ніжний похоронний пам'ятник скульптора Джованні ді Бальдуччо, присвячений померлому в дитинстві Гварнеріо дельї Антельмінеллі, синові жорстокого кондотьєра Каструччіо Кастракані.
На дверях ризниці висить фреска Пріамо делла Кверчіа, брата Якопо делла Кверчіа; на фресці зображено Vir dolorum між Святим Клером і Святим Франциском.
У ризниці перебуває картина із зображенням Мадонни з немовлям, Бернардіно да Сієна та Сан Сальваторе да Орта роботи Доменіко Фіаселли. На контрфасаді церкви є велике полотно із зображенням «Поклоніння волхвів» (1656) Томмазо Клерічі.
Кляштор був розписаний фресками з епізодами з життя святого Франциска (XV століття) роботи Стефано Леммі.